# Президентский референдум в Гондурасе (1870)
Президентский референдум в Гондурасе прошёл 26 марта 1870 года. Это был плебисцит для одобрения второго президентского срока Хосе Мария Медины Предложение было одобрено 95,15% избирателей. Тем не менее, Медина был свергнут через два года войсками либеральных правительств Гватемалы и Сальвадора.

## Контекст референдума
Хосе Мария Медина был избран первым президентом Гондураса на выборах 1864 года. По Конституции 1848 года он мог баллотироваться на второй срок. Однако в 1865 году Медина собрал Конституционную конвенцию, которая одобрила новую Конституцию. Она ограничивала президента единственным сроком полномочий, а также предусматривала Национальный конгресс как однопалатный парламент. Конвенция сделала Медину временно исполняющим обязанности президента, что было подтверждено позже на выборах 1866 года. 
Для обеспечения второго срока после вступления в силу новой Конституции, Медина собрал новую Конвенцию, которая одобрила поправки к Конституции и избрала его президентом. Однако, после протестов он провёл плебисцит по поводу второго срока.

## Результаты
| Выбор                                                                           | Голоса | %     |
| ------------------------------------------------------------------------------- | ------ | ----- |
| За                                                                              | 10 649 | 95,15 |
| Против                                                                          | 542    | 4,85  |
| Недействительных/пустых бюллетеней                                              | —      | —     |
| Всего                                                                           | 11 191 | 100   |
| Зарегистрированных избирателей / Явка                                           | 25 000 |       |
| Источник: Direct Democracy Архивная копия от 3 сентября 2015 на Wayback Machine |        |       |